# Монеты Александра Македонского

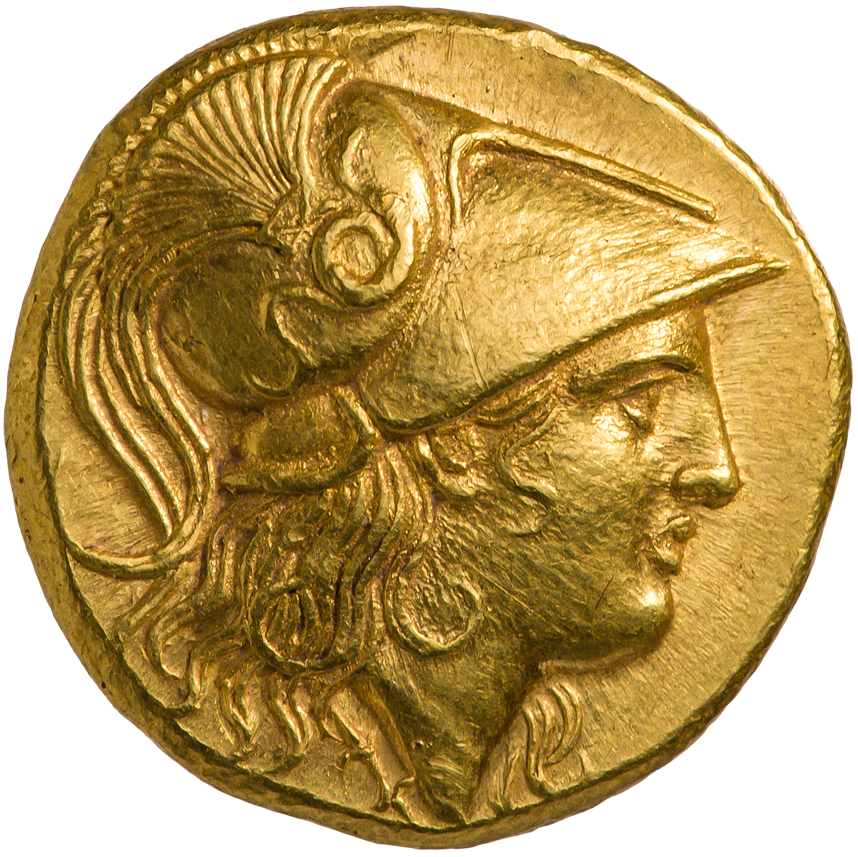
Статер. Александр III Великий. На аверсе изображена голова Афины Паллады в шлеме, который украшен змеей

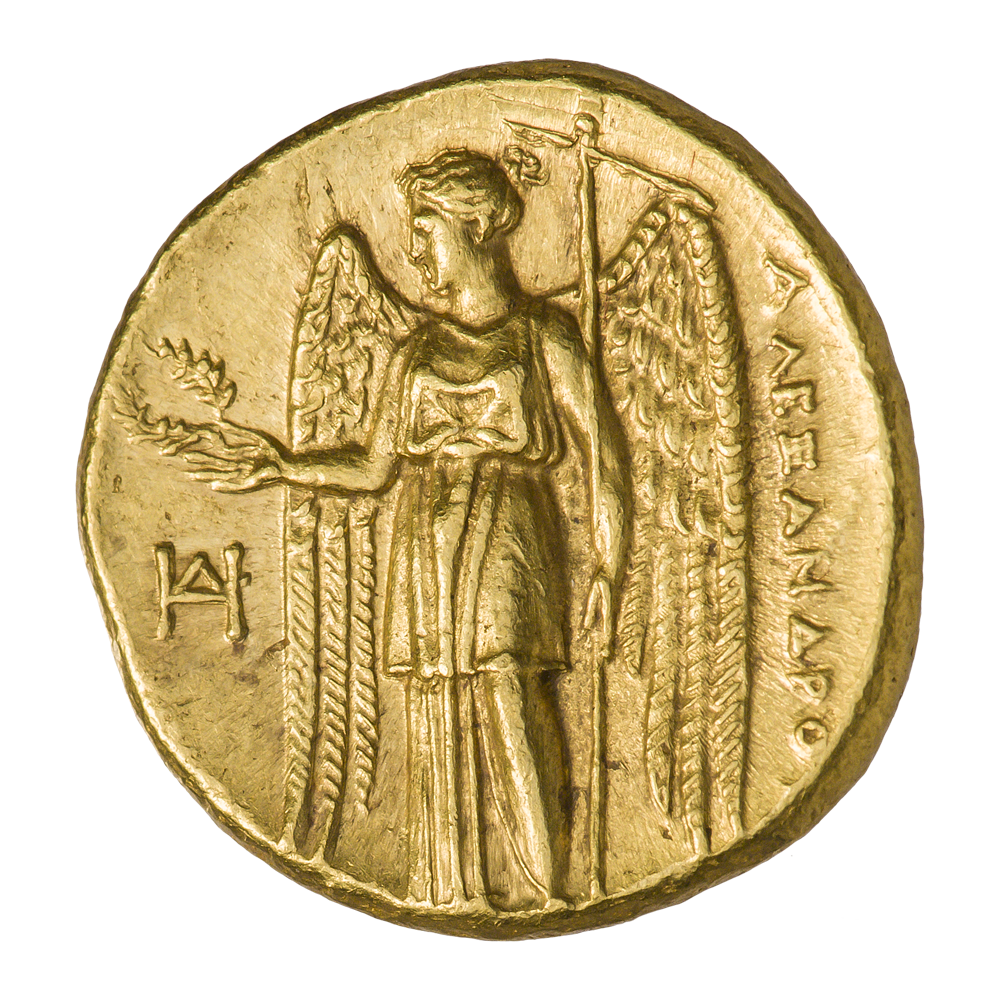
Статер. Македонское царство. На реверсе изображена Ника

Монеты Александра Македонского — монеты, которые чеканились во времена правления Александра III Великого (Александра Македонского) с 336 по 323 годы до н.э.

## История
Во время своего правления, Александр Македонский уделял много внимания не только военным походам, но и чеканке монет, продолжая дело своего отца Филиппа II. В это время проходила чеканка единых денег по утвержденному образцу и весу, которого придерживались на территории всей империи. При нем стали чеканить монеты с его собственным изображением, на котором также присутствовала надпись «Монета царя Александра». Считается, что первыми монетами, на которых очень узнаваем был портрет Александра III Великого, стали тетрадрахмы. На лицевой стороне этой монеты изображалась голова царя в львиной шкуре. Со временем, божества, изображаемые на лицевой стороне, были вытеснены изображением портрета императора. Также во времена Александра Македонского появляются монеты, которые сочетают в себе элементы старых и новых традиций чеканки монет — на лицевой стороне по-прежнему изображается голова Геракла, при этом на оборотной их стороне изображен Александр III Великий в колеснице, которая запряжена четырьмя слонами. Некоторые монеты помимо самого Геракла содержат другие атрибуты — например, его палицу. На оборотной стороне монет можно встретить изображения типичных бытовых предметов — лиры, якоря, лука, амфоры, колчана, либо увидеть изображения животных — рыбу или голову быка. Статер Александра Македонского весил 8,6 г, размер — 17 мм. Одним из мест чеканки золотых статеров был город Абидос. Антикварная стоимость такой монеты — 3 500 долларов.
Монеты, которые чеканились во время правления Александра Македонского:
- Бронзовая монета Александра III Великого. Диаметр монеты — 18 мм[2];
- Бронзовая монета Александра III Великого. Диаметр — 21 мм[2];
- Бронзовая монета Александра III Великого. Диаметр — 22 мм[2];
- Серебряная драхма Александра III Великого. На аверсе голова Александра Македонского вправо. На реверсе изображен Зевс, сидящий на троне. В его правой руке орел, левой рукой он опирается на посох. Справа от Зевса вертикально размещена легенда: «Александр»;
- Серебряная тетрадрахма Александра III Великого. На аверсе голова Геракла вправо. На реверсе — Зевс, сидящий на троне, в правой руке он держит орла, а левой опирается на посох. Справа от Зевса легенда: «Александр»[2];

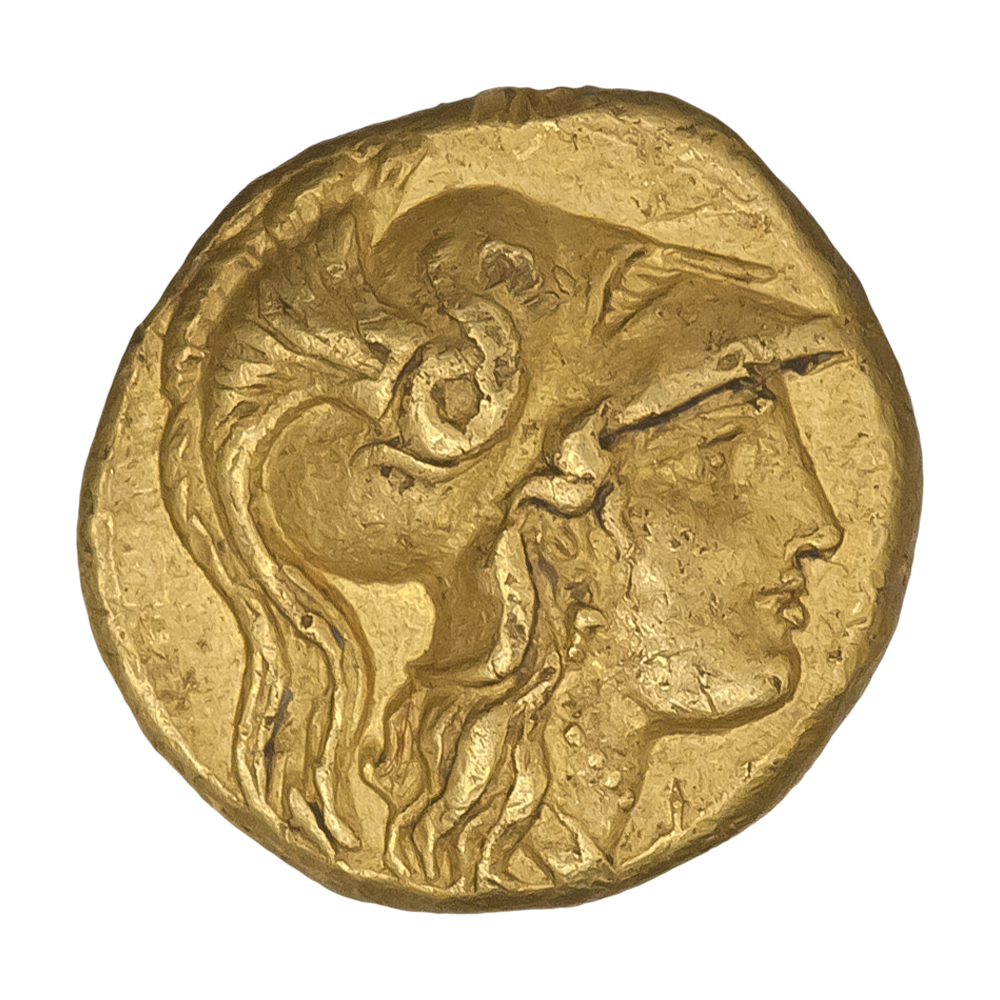
Четверть статера. Македонское царство. Александр III (аверс).png

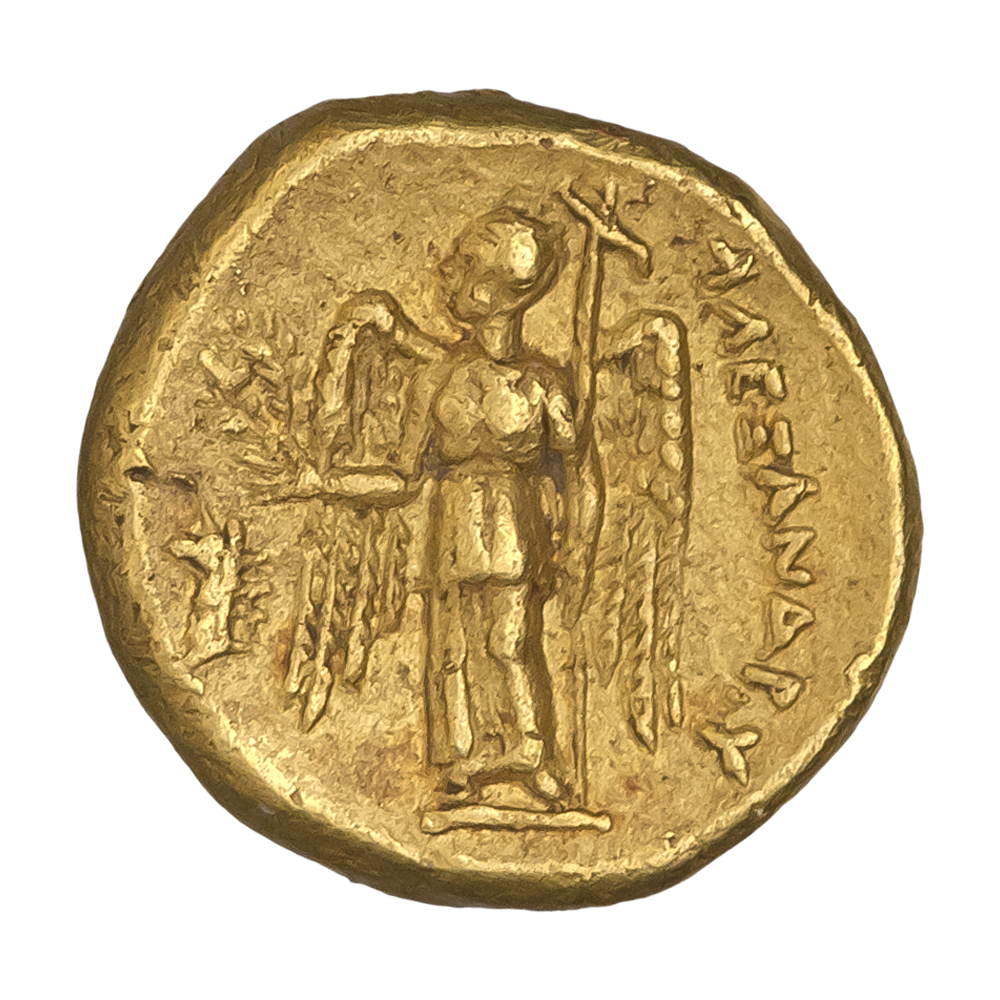
Четверть статера. Македонское царство. Александр III (реверс).png

- Серебряная декадрахма Александра III Великого. На аверсе — голова Геракла, на реверсе сидящий на троне Зевс. В его правой руке орел, левой он опирается на посох. Справа от Зевса вертикально легенда: «Александр»[5].
- Золотой статер Александра III Великого. На аверсе изображена голова Александра Македонского с рогами бога Аммона вправо. На реверсе — богиня Афина Никефорос, которая сидит на троне. Ее правая рука вытянута, она держит статуэтку Пики, левая рука опирается на щит[5].
- Золотой статер Александра III Великого. На аверсе — голова богини Афины в Коринфском шлеме и змея, свернувшаяся колечком. Волосы Афины — свободно спадающие локоны, на шее — бусы. На реверсе: изображение богини победы Ники влево. В правой руке ее венок, в левой длинный стилус. Справа от Ники вертикально легенда: «Александр»[5].

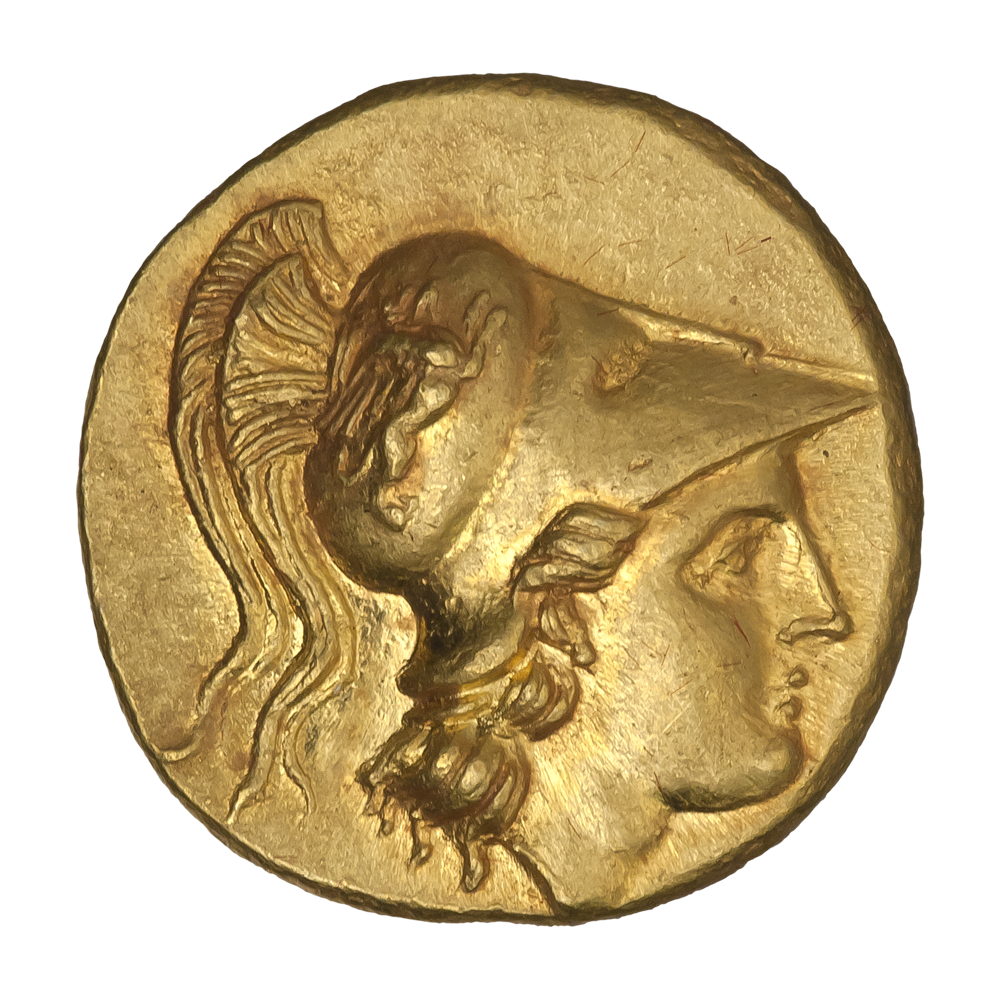
Статер. Македонское царство. Александр III, посмертная чеканка (аверс).png

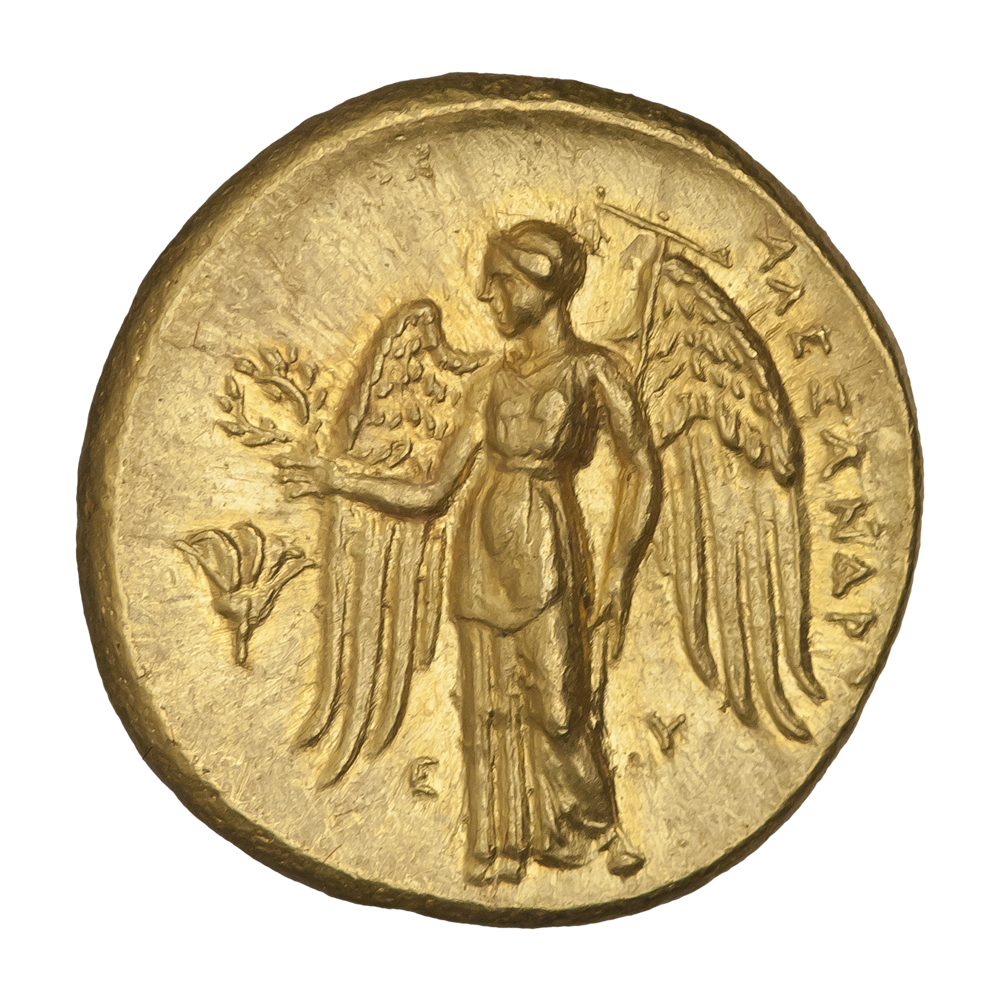
Статер. Македонское царство. Александр III, посмертная чеканка (реверс)

Монеты с именем Александра III Великого чеканились в Македонском царстве при жизни царя и после его смерти, их чеканка продолжалась и в последующие века. Монеты от имени Александра продолжали чеканиться в то время, когда власть была у диадохов.